# دارن آمبروز
دارن آمبروز (انگلیسی: Darren Ambrose؛ زادهٔ ۲۹ فوریهٔ ۱۹۸۴) یک بازیکن فوتبال اهل انگلستان است.

## زندگی حرفه‌ای
آمبروز در هارلو به دنیا آمد. وی در ۲۴ مارس ۲۰۱۴ از باشگاه فوتبال ایپسویچ تاون به باشگاه فوتبال نیوکاسل یونایتد منتقل شد و قرارداد امضا کرد.